# Krishnajanmabhoomi
Krishnajanmabhoomi (czytaj: Krisznadźanmabumi, w jęz. polskim: „miejsce narodzin Kryszny”) – świątynia hinduistyczna zbudowana w miejscu narodzenia boga Kryszny w mieście Mathura w Indiach. Obecnie ma wygląd podziemnej kaplicy, znajdującej się pod meczetem. Jest tam fragment kamiennej podłogi celi więziennej, w której miał urodzić się Kryszna. Połączona częściowo podziemnym przejściem z pobliską świątynią Dwarikadheesh, zbudowaną w 1815 obok meczetu.
Lokalizacja świątyni jest kwestionowana; ok. 200 m dalej znajduje się jeszcze jedna świątynia (Potara-Kund) – inne domniemane miejsce narodzin Kryszny (tu prawdopodobnie prano jego pieluszki). Miejscowa ludność ma różne opinie, co do lokalizacji miejsca urodzenia boga.

## Historia
Według przekazów Pan Kryszna urodził się w tym miejscu w celi więziennej, 3,5 tysiąca lat temu, jako syn Dewaki i Wasudewy, których zamknął w więzieniu brat Dewaki – król Kamsa z obawy przed przepowiednią, zapowiadającą mu śmierć z rąk Kryszny. Obecna świątynia zajmuje częściowo miejsce dawnego więzienia, pozostały teren zajmuje tzw. Meczet Piątkowy (Katri Masdżid), zbudowany przez Aurangzeba w końcu XVII w. na miejscu zburzonej przez niego świątyni Kryszny.
Prastare miejsce kultu i cel pielgrzymek, od 1017 wielokrotnie niszczone przez muzułmańskich najeźdźców. Pierwszy większy budynek kultowy wzniósł w tym miejscu dygnitarz Imperium Mogołów Rao Veer Singh Bundela z Dżehangiru (1605–1627). Jednak już pół wieku później Aurangzeb – fanatyczny wyznawca islamu, nakazał zburzyć świątynię jako pogańską i z jej budulca zbudować meczet. Sytuacja uległa zmianie po upadku dynastii Mogołów i przejęciu władzy przez brytyjską Kompanię Wschodnioindyjską. Wówczas wyznawcy hinduizmu zaczęli domagać się odbudowania zniszczonej świątyni.
Niedługo przed odzyskaniem przez Indie niepodległości w latach 1940. Pandit Madan Mohan Malaviya podjął działania, zmierzające do odbudowy. W 1953 powstała organizacja Krishna Janmabhoomi Sansthan, która zbierała darowizny i rozpoczęła odbudowę świątyni. Ukończono ją i udostępniono wyznawcom w 1984 i połączono przejściem z pobliską świątynią Dwarikadheesh.
Obecnie jest to jedno z najbardziej potencjalnie konfliktowych miejsc w Indiach (ostry spór między wyznawcami hinduizmu i islamu), znajduje się pod ścisłym nadzorem wojska i policji.